# Брэдшо, Гарри
Ге́нри То́мас Брэ́дшо (англ. Henry Thomas Bradshaw, 24 августа 1873, Ливерпуль, Англия — 25 декабря 1899, Лондон, Англия), более известный как Га́рри Брэ́дшо (англ. Harry Bradshaw) — английский футболист, нападающий. Известен по выступлениям за «Ливерпуль» конца XIX века.

## Жизнь и карьера
Брэдшо родился в 1873 году в городе Ливерпуль, Мерсисайд. Брэдшо в основном играл на позиции центрфорварда. В 1893 году тренер «Ливерпуля» Джон Маккена настоял на его трансфере из «Нортвич Виктория». Дебютной игрой за «Ливерпуль» для Гарри стала игра против предшественника «Арсенала» — «Вулидж Арсенал» — во втором дивизионе. В этой игре он забил последний пятый гол в ворота соперника. В оставшихся до конца сезона 14 матчах Гарри забил ещё 7 голов, а «Ливерпуль» завоевал выход в Первый дивизион Футбольной лиги.
В следующем сезоне, несмотря на вездесущесть Брэдшо, который забил в итоге 17 голов, «Ливерпуль» всё-таки вылетел снова во второй дивизион. Но через год снова вернулся, и в этом сезоне Брэдшо, играя уже левого крайнего нападающего, забил 12 голов.
20 февраля 1897 года Гарри дебютировал в сборной Англии в игре Домашнего чемпионата Великобритании против сборной Ирландии, став тем самым первым игроком «Ливерпуля», получившим вызов в сборную.
В мае 1898 года Брэдшо вернулся в «Нортуич Викторию», а чуть позже перешёл в «Тоттенхэм Хотспур». Его недолгие выступления здесь запомнились победным голом в финале Кубка Англии против «Сандерленда».
В следующем сезоне Гарри выступал уже за «Темз Айронуоркс» (будущий «Вест Хэм Юнайтед»), став капитаном команды.
7 октября 1899 года Брэдшо получил серьёзную травму головы в матче против «Бедминстера», с которой и начались проблемы с его здоровьем. Тем не менее, Гарри успел внести серьёзный вклад в успехи клуба. Свою последнюю игру в чемпионате он сыграл 11 ноября против «Нью-Бромптон». В кубковых играх ему дали отдых, чтобы он восстановился к финальной игре против «Миллуолл». Финал состоялся 9 декабря. В этой игре он забил единственный гол в ворота соперника, но команда проиграла 1:2. Эта игра оказалась его последней игрой в карьере. В рождественский день 1899 года Гарри скончался. Причиной смерти назвали туберкулёз.

## Статистика выступлений
| Клуб              | Сезон            | Лига | Лига | Кубок Англии | Кубок Англии | Прочие | Прочие | Итого | Итого |
| Клуб              | Сезон            | Игры | Голы | Игры         | Голы         | Игры   | Голы   | Игры  | Голы  |
| ----------------- | ---------------- | ---- | ---- | ------------ | ------------ | ------ | ------ | ----- | ----- |
| Нортвич Виктория  | 1892/93          | 18   | 8    | 6            | 4            | 0      | 0      | 24    | 12    |
| Нортвич Виктория  | 1893/94          | 4    | 0    | 0            | 0            | 0      | 0      | 4     | 0     |
| Нортвич Виктория  | Итого            | 22   | 8    | 6            | 4            | 0      | 0      | 28    | 12    |
| Ливерпуль         | 1893/94          | 14   | 7    | 3            | 2            | 5      | 4      | 22    | 13    |
| Ливерпуль         | 1894/95          | 30   | 17   | 3            | 1            | 7      | 4      | 40    | 22    |
| Ливерпуль         | 1895/96          | 26   | 11   | 2            | 1            | 5      | 2      | 33    | 14    |
| Ливерпуль         | 1896/97          | 25   | 4    | 3            | 0            | 3      | 1      | 31    | 5     |
| Ливерпуль         | 1897/98          | 23   | 4    | 3            | 1            | 1      | 0      | 27    | 5     |
| Ливерпуль         | Итого            | 118  | 43   | 14           | 5            | 21     | 11     | 153   | 59    |
| Тоттенхэм Хотспур | 1898/99          | 24   | 5    | 10           | 5            | 28     | 7      | 62    | 17    |
| Тоттенхэм Хотспур | Итого            | 24   | 5    | 10           | 5            | 28     | 7      | 62    | 17    |
| Темз Айронуоркс   | 1899/00          | 5    | 0    | 7            | 2            | 0      | 0      | 12    | 2     |
| Темз Айронуоркс   | Итого            | 5    | 0    | 7            | 2            | 0      | 0      | 12    | 2     |
| Всего за карьеру  | Всего за карьеру | 169  | 56   | 37           | 16           | 49     | 18     | 255   | 90    |